# Càmera intel·ligent
Una càmera intel·ligent (smart camera en anglès) és un tipus de sistema integrat, orientat a la visió artificial. A més dels circuits de captura d'imatges, és capaç d'extreure informació específica de l'aplicació de les imatges capturades, juntament amb generar descripcions d'esdeveniments o prendre decisions que s'utilitzen en un sistema intel·ligent i automatitzat.
Utilitzen un processador que tracta la imatge capturada sense la necessitat d'una CPU externa. Consisteix en un sistema de visió autònom i independent amb sensor d'imatge integrat a la carcassa d'una càmera de vídeo industrial. Conté totes les interfícies de comunicació necessàries, per exemple, Ethernet, així com línies d'entrada o sortida digital (E/S) o línies de control a prova de la indústria per a la connexió a un controlador lògic programable, actuadors o vàlvules pneumàtiques. No és necessàriament més gran que un industrial o una càmera de vigilància. Una capacitat de visió artificial significa, generalment, un cert grau de desenvolupament, de manera que aquestes capacitats estiguin preparades per a ser utilitzades en aplicacions individuals.
La potència de càlcul d'una càmera intel·ligent no arriba a igualar la d'un sistema de visió basat en PC. Tot i així, a nivell de programari disponible, ja està a l'altura. L'èxit de les càmeres intel·ligents es deu principalment a la seva mida petita i al seu baix cost. L'arquitectura d'aquestes té l'avantatge d'un volum més compacte en comparació amb els sistemes de visió basats en PC. El cost baix és degut a una interfície d'usuari una mica més senzilla (o omesa).
Les versions menys potents se solen anomenar sensors intel·ligents.
Tot i que sovint s'utilitzen per a aplicacions més senzilles, les càmeres intel·ligents modernes poden competir amb les PC en termes de potència i funcionalitat de processament. Aquestes càmeres s'han comercialitzat des de mitjans dels anys 80. Al segle XXI, han assolit un ús generalitzat ja que, la tecnologia va permetre reduir la seva mida i la seva potència de processament va arribar a diversos milers de MIPS (dispositius amb processadors d'1 GHz i fins a 8000MIPS disponibles a partir de finals del 2006).
Disposant d'un processador dedicat a cada unitat, les càmeres intel·ligents són especialment adequades per a aplicacions en què diverses càmeres han de funcionar de manera independent i, sovint, de manera asíncrona o quan cal una visió distribuïda (múltiples punts d'inspecció o vigilància al llarg d'una línia de producció o dins d'una màquina de muntatge).

## Components d'una càmera intel·ligent
Una càmera intel·ligent normalment està composta pels següents components:
- Sensor d'imatge (matricial, lineal, CCD o CMOS).[4][5]
- Circuits de digitalització d'imatges[6]
- Memòria d'imatges.
- Processador (normalment un processador de senyals digitals o qualsevol adequadament potent).[7][8]
- Memòria de programes i dades (RAM, flash no volàtil).
- Interfície de comunicació (Ethernet, RS-232).[9]
- Línies d'entrada/sortida, que sovint són optoisolades.
- Portaobjectius o lent integrada (normalment C, CS o muntura M).
- Dispositiu d'il·luminació integrada (normalment LED).
- Desenvolupades per operar en temps real. Exemple: VCRT.

La sortida de vídeo pot ser un element opcional. (VGA o SVGA).

## Els camps d'aplicació
Les càmeres intel·ligents poden ser utilitzades en general per al mateix tipus d'aplicacions on sistemes més complexos de visió són utilitzats, i a més a més poden ser aplicades en algunes aplicacions on el volum, les restriccions de preus o la manca de fiabilitat prohibeix l'ús de dispositius més voluminosos o PC's.
Els camps típics d'aplicació són:
- Inspecció automatitzada de garantia de qualitat (detecció de defectes, les parts que falten ...)
- Mesures sense contacte.
- Ordenació parcial i identificació.
- Lectura de codis i verificació (codi de barres, Data Matrix, etc).
- Inspeccions en xarxa (inspecció de flux continu de materials com ara bobines, tubs, cables, plàstic extrudit) per a la detecció de defectes i calibrar les dimensions.
- Detecció de la posició i rotació de les peces d'un robot automatitzat de guia i recollida.
- Vigilància desatesa (detecció d'intrusos, detecció de foc o fum)
- Reconeixement i control d'accés biomètric (rostre, empremtes digitals, reconeixement de l'iris)
- Xarxes de sensors visuals.
- Guia de robots.
- Gairebé qualsevol aplicació d'un sistema de visió.[10]

Els desenvolupadors poden comprar càmeres intel·ligents i desenvolupar els seus propis programes per a aplicacions especials fetes a mida o poden adquirir programari d'aplicacions ja fetes pel fabricant de la càmera o per fonts de tercers. Els programes personalitzats es poden desenvolupar programant en diversos llenguatges (normalment C o C ++) o mitjançant eines de desenvolupament visual més intuïtives, encara que una mica menys flexibles, on les funcionalitats existents (sovint anomenades eines o blocs) es poden connectar en una llista (una seqüència o un diagrama de flux bidimensional) que descriu el flux d'operacions sense necessitat d'escriure al codi del programa. El principal avantatge de l'enfocament visual en relació la programació, és el procés de desenvolupament més curt i una mica més senzill, disponible també per a no programadors. Hi ha altres eines de desenvolupament disponibles amb funcions de nivell relativament alt que es poden configurar i desplegar amb un esforç molt limitat. Aquestes, però, són molt poques.
Les càmeres intel·ligents que executen programes adaptats a una aplicació específica solen anomenar-se "sensors de visió".

## Funcions de les càmeres intel·ligents

### OCR
Les càmeres intel·ligents també funcionen com dispositius OCR (reconeixement òptic de caràcters). Aquesta tecnologia és utilitzada en aplicacions com la inspecció de les unitats de pantalles de telèfons mòbils, verificació de la informació d'etiquetes de parts de màquines, lectura de les direccions en els sobres de correu i reconeixement de les plaques dels automòbils. L'avantatge de l'ús de les tècniques d'intel·ligència artificial, com les xarxes neuronals, és que són capaces de llegir etiquetes impreses. Per tant, no es requerirà programació addicional.

### Seguretat i vigilància
El mercat de la seguretat i la vigilància és dominat pels sistemes de circuit tancat de televisió CCTV, una àrea que podria ser considerada com a ideal per a la introducció de càmeres intel·ligents. En aquesta aplicació el dispositiu pot ser utilitzat per detectar intrusos o situacions poc usuals.
A diferència dels sistemes convencionals, que registren tot el que passa o dependen d'un vigilant que ha de programar el sistema, aquests sistemes, veuen i es valen per si mateixos. Com les contraparts en les línies de producció, aquests dispositius visuals, contenen tota la intel·ligència necessària darrera les lents. Estan programades per enviar les seves imatges al personal d'emergència només en el cas d'un accident greu, com per exemple, una persona inanimada. Aquestes càmeres fan la funció de vigilants silenciosos i permeten seleccionar una funció en què s'envia un missatge a telèfon mòbil en cas d'alerta.
Las àreas públiques i, en particular, les estacions subterrànies, ofereixen una important àrea d'aplicació per la tecnologia de càmares intel·ligents. La Siemens Corporate Research (SCR) en conjunt amb Siemens Sistema de Transport i Siemens informació i Comunicacions, han desenvolupat un sistema de vídeo anàlisis, on és possible detectar aglomeracions, cosa que permet millorar la seguretat i protecció. Així mateix, permet programar de manera dinàmica els horaris de transports com els trens o els autobusos.
A mesura que les càmeres disminueixin de mida, seran menys susceptibles al vandalisme i podran ser incorporades a les estructures arquitectòniques. Les càmeres intel·ligents podran ser entrenades per detectar esdeveniments anornals, per exemple, l'Auto-Cameran de SCR es col·loca en els sostres per detectar i seguir persones. En un futur, aquests i altres models, podrien ser actualitzats de la mateixa manera en què, un ordinador en línia, és actualitzada en una intranet. Podria fer possible l'ús de càmeres IP.

## Una segona definició
Disposar d'una capacitat en visió artificial generalment significa un grau de desenvolupament tal que les seves capacitats estan dirigides a ser usades en aplicacions individuals. En el camp de l'automatització de fàbrica, sovint, es defineixen pel seu ús predominant com "càmera intel·ligent", que també es fa servir per referir-se a una unitat que inclou tot el maquinari i, de vegades, un sistema d'explotació, una plataforma per a l'interior que requereix l'addició de qualsevol programari de visió artificial i una programació més àmplia abans d'estar preparades per a proporcionar les capacitats descrites.